# Sphaeronemoura elephas
Sphaeronemoura elephas är en bäcksländeart som först beskrevs av Peter Zwick 1974.  Sphaeronemoura elephas ingår i släktet Sphaeronemoura och familjen kryssbäcksländor. Inga underarter finns listade i Catalogue of Life.